# MRPL44
MRPL44 (англ. Mitochondrial ribosomal protein L44) – білок, який кодується однойменним геном, розташованим у людей на 2-й хромосомі. Довжина поліпептидного ланцюга білка становить 332 амінокислот, а молекулярна маса — 37 535.
| 10         |  | 20         |  | 30         |  | 40         |  | 50         |
| ---------- |  | ---------- |  | ---------- |  | ---------- |  | ---------- |
| MASGLVRLLQ |  | QGHRCLLAPV |  | APKLVPPVRG |  | VKKGFRAAFR |  | FQKELERQRL |
| LRCPPPPVRR |  | SEKPNWDYHA |  | EIQAFGHRLQ |  | ENFSLDLLKT |  | AFVNSCYIKS |
| EEAKRQQLGI |  | EKEAVLLNLK |  | SNQELSEQGT |  | SFSQTCLTQF |  | LEDEYPDMPT |
| EGIKNLVDFL |  | TGEEVVCHVA |  | RNLAVEQLTL |  | SEEFPVPPAV |  | LQQTFFAVIG |
| ALLQSSGPER |  | TALFIRDFLI |  | TQMTGKELFE |  | MWKIINPMGL |  | LVEELKKRNV |
| SAPESRLTRQ |  | SGGTTALPLY |  | FVGLYCDKKL |  | IAEGPGETVL |  | VAEEEAARVA |
| LRKLYGFTEN |  | RRPWNYSKPK |  | ETLRAEKSIT |  | AS         |  |            |

A: Аланін

C: Цистеїн

D: Аспарагінова кислота

E: Глутамінова кислота

F: Фенілаланін

G: Гліцин

H: Гістидин

I: Ізолейцин

K: Лізин

L: Лейцин

M: Метіонін

N: Аспарагін

P: Пролін

Q: Глутамін

R: Аргінін

S: Серин

T: Треонін

V: Валін

W: Триптофан

Кодований геном білок за функціями належить до гідролаз, рибонуклеопротеїнів, рибосомних білків, нуклеаз, ендонуклеаз. 
Білок має сайт для зв'язування з РНК. 
Локалізований у мітохондрії.